# 松潘黄堇
松潘黄堇（学名：Corydalis laucheana）为罂粟科紫堇属下的一个种。

## 扩展阅读
- 維基物種上的相關：松潘黄堇